# 김만복 (1946년)
김만복(金萬福, 1946년 4월 25일 ~ )은 대한민국의 공무원이다. 본관은 김녕이며, 부산 출신이다.

## 생애
1974년 중앙정보부 공채로 공무원이 되어 외교관으로 활동하였고 노무현 정부 출범 직전에는 16대 대통령직 인수위에서도 활동하였다.
2003년 국가정보원에 복귀하여 정보관리실장, 기획조정실장, 제1차장 등을 거쳐 2006년 11월 국가정보원장이 되었다. 
그는 공채 공무원 출신 최초의 국가정보원장이다.

## 학력
- 부산고등학교 졸업
- 서울대학교 법과대학 학사
- 건국대학교 대학원 법학 석사
- 국민대학교 대학원 법학 박사

## 경력
- 1974년 중앙정보부 공채
- 1988년 ~ 1991년, 주자 마이카 대사관 1등 서기관[1]
- 1993년 ~ 1996년, 주미 대사관 정무참사관
- 2002년 세종연구소 파견
- 2003년 제16대 대통령직인수위원회 외교·통일·안보분과 위원
- 2003년 국가안전보장회의(NSC) 정보관리실장(1급)
- 2003년 11월 이라크 파병안 수립을 위한 제2차 정부합동조사단장
- 2004년 2월 국가정보원 기획조정실장, 과거사 진상규명 발전위원회 간사
- 2006년 4월 국가정보원 제1차장
- 2006년 11월 국가정보원장(공채 출신 최초 국가정보원장)

## 특이 사항
- 2008년 1월 28일, 김만복 국정원장이 2007년 12월 18일 방북하여 김양건 조선민주주의인민공화국 노동당 통일전선부장과 만난 뒤 작성한 대화록을 유출한 것에 책임을 지고 사의를 표명했다.[2]
- 2010년 10월 ‘다시, 한반도의 길을 묻다’라는 책에서 “10·4 남북정상회담에서 노무현 전 대통령이 서해평화지대 구상을 밝히고 설득하자 처음에 회의적인 반응을 보였던 김정일 북한 국방위원장이 군부와 상의해 흔쾌히 수용했다”고 밝힌 내용 관련하여 국정원은 2011년 1월 직무상 비밀을 누설한 혐의로 김 전 원장을 검찰에 고발함.
- 일본 월간지 ‘세카이(世界)’ 2011년 2월호에 기고한 ‘분쟁의 바다 서해를 평화와 번영의 바다로 만들기 위해’라는 글에 아래와 같은 내용을 기고함.
  - “긴장이 고조되고 있는 오늘날의 한반도 상황은 '지난 10년 진보정권의 대북 포용 내지는 화해·협력 정책의 부메랑'이 아니라 '이명박 정부가 북한 붕괴론을 확신하고 남북관계를 악화시킨 결과'라는 평소의 소신을 더욱 확신하게 되었다”
  - 이어 이명박 정부가 이전 정부의 남북 합의를 무시하고 대북 강경 정책을 쓴 결과 서해가 '전쟁의 바다'로 변했다는 점을 지적했다.
  - “NLL(서해 북방한계선) 해역에서 남북한간 군사적 충돌이 또 다시 발생해서는 안 되며 이를 위해 이명박 정부는 안보 태세를 강화하는 한편 '서해평화협력지대 설치'에 관한 남북 정상간 합의를 이행해야 한다”
  - “필자는 이명박 정부가 천안함 침몰 사고를 교훈삼아 NLL 해역의 평화와 안전을 위한 실효적인 조치를 취할 것으로 내심 기대했다”[3]
- 2011년 6월 10일, 김 전원장은 10.4 남북정상회담 당시 남북한 서해평화지대 협상 일화를 출판물에 공개한 것과 관련하여 사과문을 발표함.[4]
- 2007년 8월 탈레반 한국인 납치 사건 관련하여 아프가니스탄에서 인질로 잡힌 샘물교회 교인들을 석방시킨 후 귀국길에 자신의 모습을 노출시킨 것에 대하여 위키리크스가 공개한 주한미국대사관의 비밀전문을 보면 노무현 전 대통령의 측근인 문정인 연세대 교수는 미 대사관쪽에 "청와대는 김만복 국정원장에게 아프간 인질석방 과정에서 그림자처럼 행동할 것을 지시했으나 김 원장은 국정원의 이미지개선과 2008년 총선출마를 희망했기 때문에 언론에 노출했다"라고 주장했다.[5]
- 2015년 8월에 직업을 행정사라고 기재하고 새누리당에 몰래 입당한 뒤 10월 재보선에서 부산 야권 후보를 몰래 지원함. 새정치민주연합은 새누리당이 알았다면 공작정치라고 항의함[6]새누리당은 해당행위로 간주하고 탈당권고 징계함.[7]